# 경주 이씨
경주 이씨(慶州 李氏)는 경상북도 경주시를 본관으로 하는 한국의 성씨이다.

## 기원
시조는 신라의 건국 신화에 나오는 사로(斯盧) 6촌 중 알천양산촌(閼川楊山村)의 촌장으로 전해지는 표암공(瓢巖公) 알평(謁平)이다. 《경주이씨 대종보(大宗譜)》 상계편에 의하면 알평은 6촌 촌장의 수장으로 화백회의를 주재하고 박혁거세를 옹립하여 신라 건국의 원훈으로 좌명공신(佐命功臣)이 되었고, 아찬(阿粲)에 올랐다고 한다. 32년(유리이사금 9년) 알천양산촌은 급량부(及梁部)로 개칭되었고, 이씨(李氏) 성을 사성(賜姓)받았다고 한다.

## 역사
중시조는 소판공(蘇判公) 이거명(李居明)이다. 이색이 찬한 이제현(李齊賢) 묘지명(墓地銘)에 신라 말 소판(蘇判) 벼슬을 지낸 이거명 이후의 세계가 기록되어 있어, 이거명을 1세로 기세(起世)하고 있다.

## 분파
경주의 옛 이름이 월성(月城)이므로 월성 이씨(月城 李氏)라고도 한다. 경주 이씨의 세계(世系)는 고려 말 중시조의 15~21세(14~20세손)에서 14대파로 분파하였다.
중조 15세 열헌(悅軒) 이핵(李翮)의 본손 계대가 중조 16세, 17세에서 평리성암공파, 이암공파, 익재공파, 호군공파, 국당공파, 부정공파, 상서공파, 사인공파 8대파로 나뉘고, 중시조 지손 계대가 15세, 21세, 19세에서 판전공파, 월성군파, 직장공파, 석탄공파, 진사공파, 교감공파 6대파 총 14개 대파로 분파되고 다시 아래로 내려오면서 중소 70여개 파로 분파된다.
14개 대파는 평리성암공파(評理誠菴公派- 파조 16세 李仁挺 이인정)· 이암공파(怡庵公派- 파조 17세 李琯 이관)· 익재공파(益齋公派- 파조 17세 李齊賢 이제현)· 호군공파(護軍公派- 파조 17세 李之正 이지정)· 국당공파(菊堂公派- 파조 17세 李蒨 이천)· 부정공파(副正公派- 파조 17세 李邁 이매)· 상서공파(尙書公派- 파조 17세 李薖 이과)· 사인공파(舍人公派- 파조 17세 李蓨 이조)· 판전공파(判典公派- 파조 15세 李康+羽 이강)· 월성군파(月城君派- 파조 21세 李之秀 이지수)· 직장공파(直長公派- 파조 19세 李養吾 이양오)· 석탄공파(石灘公派- 파조 19세 李存吾 이존오)· 진사공파(進士公派- 파조 19세 李存中 이존중)· 교감공파(校勘公派- 파조 19세 李存斯 이존사)이다. 경주 이씨 14개 대파 중에서 익재공파, 국당공파, 상서공파 이들 3파가 가장 번창하고 주축이다.
경주 이씨 월성군파에 대해서 2개의 분파도가 있다. 첫째 경주 이씨 분파도는 신우를 중시조의 12세로 둘째 경주 이씨 분파도는 신우를 중시조의 7세로 되어있다. 

### 분관
경주 이씨의 시조 이알평(李謁平)에 연원을 두고 있는 분관이 많지만 상당수는 계대 확인이 안 되어 분적종 승인을 받지 못하고 있다. 경주 이씨의 확인된 분관은 8본이다. 시조 후손에서 분적한 합천 이씨(陜川李氏 - 분적조 강양군 李開 이개) · 차성 이씨(車城李氏 - 분적조 차성군 李渭 이위)· 우계 이씨(羽溪李氏 - 분적조 중서사인 좌복야공 李陽植 이양식)와 중시조 이거명(李居明)의 후손 계대에서 원주 이씨(原州李氏- 분적조 23세 경원군 李攀桂 이반계) · 아산 이씨(牙山李氏 - 분적조 6세 증사공공 李周佐 이주좌) · 재령 이씨(載寧李氏 - 분적조 7세 재령군 李禹偁 이우칭) · 진주 이씨(晋州李氏 - 분적조 18세 대제학공 李永榟 이영재. 벽호공 李君榟 이군재)· 장수 이씨(長水李氏 - 분적조 장천부원군 李林幹 이임간) 등이 이에 속하며 그 외 많은 이씨가 경주이씨 시조의 후손이라고 칭하고 있다.

## 집성촌

### 경상북도
- 경주시 양남면 서동리・신서리・효동리・환서리
- 경주시 안강읍 양월리
- 경주시 구정동
- 의성군 안사면 중하리
- 구미시 선산읍
- 예천군 개포면 동송동
- 예천군 은풍면 탑2리
- 예천군 용문명
- 상주시 함창읍 신덕리
- 포항시 남구 연일읍 택전리
- 포항시 구룡포읍 하정리

### 충청북도
- 청주시 상당구 문의면 소전리
- 진천군

### 충청남도
- 공주시 상왕동 중호
- 보령시 남포면 양항리

### 전북특별자치도
- 임실군 덕치면 사곡리
- 임실군 임실읍 현곡리
- 임실군 신평면 가덕리
- 완주군 봉동읍 성덕리

### 전라남도
- 고흥군 두원면 성두리
- 고흥군 도화면 가화리, 내발리
- 고흥군 풍양면 시산리
- 영암군 영암읍 망호리
- 무안군 삼향읍 맥포리
- 해남군 화산면 율동리
- 장흥군 관산읍 삼산리
- 함평군 신광면 월암리
- 강진군 대구면 구수리
- 담양군 월산면 월산리・월평리

### 경상북도
- 구미시 송정동
- 경산시 자인면 신관리(관상동)
- 안동시 풍산읍 만운리
- 영주시 상망동
- 청도군 청도읍 고수리
- 의성군 다인면 신락리
- 의성군 안사면 중하동
- 의성군 점곡면 윤암1리

### 경상남도
- 밀양시 상남면 예림리
- 거창군 남상면 임불리
- 하동군 진교면 술상리
- 의령군 정곡면 중교리
- 의령군 의령읍 무전리
- 의령군 칠곡면 신포리

### 울산광역시
- 북구 호계동
- 울주군 두서면 구량리

### 대구광역시
- 수성구
- 달서구
- 동구

### 경기도
- 안성시 원곡면 칠곡리
- 포천시 가산면 방축리, 금현리, 마산리
- 포천시 군내면 직두리

### 강원도
- 삼척시 원덕면 이천리, 탕곡리
- 삼척시 삼척읍 갈천리

## 유적지

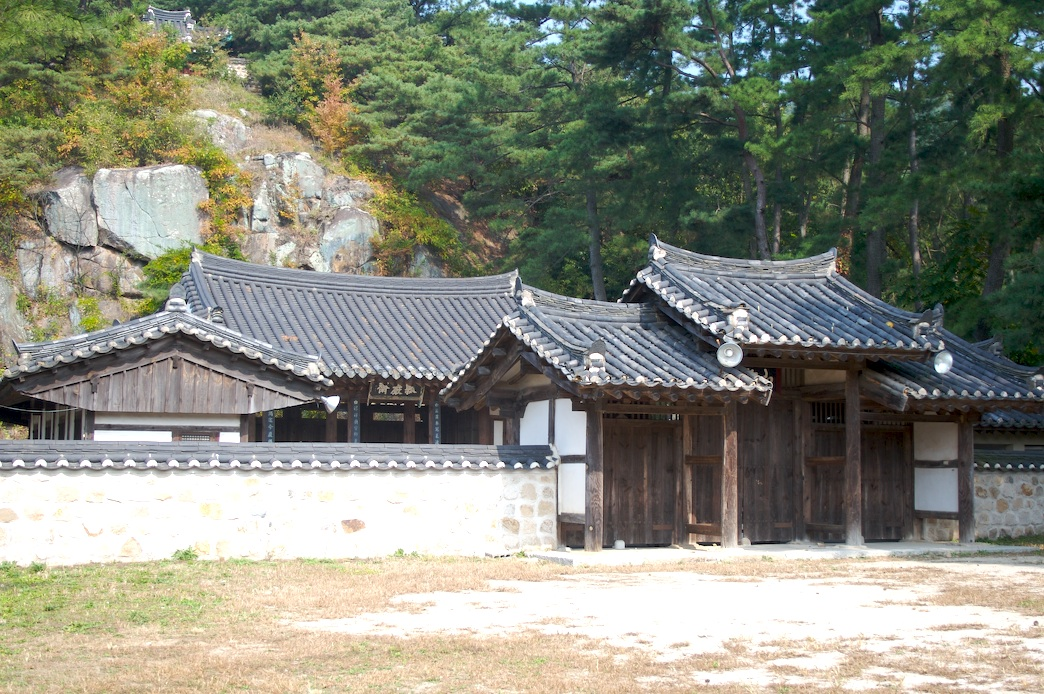
표암재

| 구분       | 성명   | 호              | 소재지                                       |
| ---------- | ------ | --------------- | -------------------------------------------- |
| 표암재     | 이알평 | 표암            | 경상북도 경주시 동천동                       |
| 이상재     | 이준   | 삼효            | 경상북도 포항시 북구 흥해읍                  |
| 양호정사   | 이거명 |                 | 울산광역시 울주군 청량면                     |
| 도원정사   | 이말동 | 도원            | 경상북도 포항시 북구 기계면                  |
| 석림정사   | 이경욱 | 석촌            | 대구광역시 달성군 다사읍                     |
| 도통사     | 이진   | 동암            | 충청북도 음성군 생극면 방축리                |
| 향현사     | 이유택 | 유곡            | 충청남도 금산군                              |
| 충현사     | 이존오 | 석탄            | 충청남도 공주시                              |
| 백록사     | 이종준 | 용재            | 경상북도 안동시                              |
| 어은사     | 이천   | 국당            | 전북특별자치도 임실군 삼계면                 |
| 원모재     | 이천   | 국당            | 파주시 맥금동 상골                           |
| 단구서원   | 이천   | 국당            | 경상북도 경주시                              |
| 성곡서원   | 이천   | 국당            | 전북특별자치도 임실군                        |
| 세덕사     | 이천   | 국당            | 전라남도 고흥군                              |
| 경덕사     | 이천   | 국당            | 경상북도 경산시 진량면                       |
| 운곡사     | 이천   | 국당            | 충청북도 청주시 상당구                       |
| 의렬사     | 이존오 | 석탄            | 충청남도 부여군                              |
| 현충사     | 이정암 | 사류재          | 황해도 연백군 연안읍                         |
| 이로재     | 이감   |                 | 전북특별자치도 임실군                        |
| 이로재     | 이윤   | 퇴사암          | 전북특별자치도 임실군                        |
| 경원재     | 이제현 | 익재            | 전북특별자치도 임실군 신평면 가덕리          |
| 현충사     | 이희백 |                 | 함경북도 회령군                              |
| 망호사     | 이제현 | 익재            | 전라남도 영암군 영암면 망호리                |
| 모양사     | 이유인 |                 | 전라남도 함평군                              |
| 월산사     | 이석손 | 돈암            | 전라남도 담양군 월산면 월산리                |
| 충효사     | 이탁영 | 반계            | 경상북도 의성군 의성읍                       |
| 학천사     | 이온수 | 가은            | 경상북도 영천시 화북면 대천동                |
| 충령사     | 이존오 | 석탄            | 충청남도 서산시 남면 달산리                  |
| 문호사     | 이승증 | 관란            | 경상북도 경주시 인왕동                       |
| 월포사     | 이원   | 재사당          | 평안북도 정주군 곽산면                       |
| 영강사     | 이원   | 재사당          | 전라남도 나주시 영산포읍                     |
| 영강사     | 이석   |                 | 전라남도 나주시 영산포읍                     |
| 영강사     | 이해   | 모산            | 전라남도 나주시 영산포읍                     |
| 영강사     | 이영우 | 야은            | 전라남도 나주시 영산포읍                     |
| 영강사     | 이유경 | 오풍            | 전라남도 나주시 영산포읍                     |
| 청암사     | 이겸   | 수헌            | 경상북도 상주시 합창읍                       |
| 청암사     | 이영갑 | 야옹            | 경상북도 상주시 합창읍                       |
| 구곡사     | 이제현 | 익재            | 전라남도 강진군 대구면 구수리                |
| 백양사     | 이회원 | 백곡            | 합경남북도청                                 |
| 공민왕묘정 | 이제현 | 익재            | 개성                                         |
| 장산영당   | 이제현 | 익재            | 충청북도 보은군 탄부면 하장리                |
| 용암영당   | 이제현 | 익재            | 충청남도 보령시 미산면 용수리                |
| 수락영당   | 이제현 | 익재            | 충청북도 청원군 미원면 가양리                |
| 도동영당   | 이제현 | 익재            | 경상남도 산청군 신안면 신기리                |
| 도론영당   | 이제현 | 익재            | 전라남도 진도군 고군면 도성리                |
| 가산서원   | 이항복 | 백사            | 전라남도 장성군 삼서면                       |
| 가산서원   | 이제현 | 익재            | 전라남도 장성군 삼서면                       |
| 신항서원   | 이득윤 | 서계            | 충청북도 청주시 상당구 용정동                |
| 노덕서원   | 이항복 | 백사            | 함경남도 북청군 북청읍 동리                  |
| 귀계서원   | 이득철 | 신곡            | 충청남도 천안시                              |
| 인산서원   | 이광철 |                 | 충청남도 아산시                              |
| 경광서원   | 이종준 | 용재            | 경상북도 안동시                              |
| 용암서원   | 이세필 | 귀천            | 전북특별자치도 김제시                        |
| 성곡서원   | 이제현 | 익재            | 전북특별자치도 임실군                        |
| 성곡서원   | 이정견 | 화암(월성군)    | 전북특별자치도 임실군                        |
| 성곡서원   | 이항복 | 백사            | 전북특별자치도 임실군                        |
| 성곡서원   | 이두연 | 정리당          | 전북특별자치도 임실군                        |
| 성곡서원   | 이주   | 삼수재          | 전북특별자치도 임실군                        |
| 문암서원   | 이제현 | 익재            | 경상북도 경주시 안강읍 양월리                |
| 귀계서원   | 이준경 |                 | 충청북도 괴산군 청안면                       |
| 화산서원   | 이항복 | 백사            | 경기도 포천시 가산면                         |
| 도산서원   | 이제현 | 익재            | 경기도 장단군 소남면 지금리                  |
| 고산서원   | 이존오 | 석탄            | 경기도 여주시                                |
| 의산서원   | 이개립 | 성오재          | 경상북도 영주시 장수면 성곡리                |
| 귀강서원   | 이제현 | 익재            | 경상북도 경주시 안강읍 양월리                |
| 송천서원   | 이대건 | 오촌            | 충청북도 청원군 옥산면                       |
| 혜학서원   | 이세귀 | 양와            | 충청남도 홍성군                              |
| 백산서원   | 이세필 | 귀천            | 전라남도 영광군                              |
| 도천서원   | 이알평 | 표암            | 경상북도 경산시 자인면 신관리                |
| 도천서원   | 이제현 | 익재            | 경상북도 경산시 자인면 신관리/신도리(이홍우) |
| 도천서원   | 이지회 | 가은            | 경상북도 경산시 진량면 당곡동                |
| 인산서원   | 이문좌 | 세촌            | 경상북도 예천군                              |
| 인산서원   | 이광윤 | 양서            | 경상북도 예천군                              |
| 금산서원   | 이유태 | 초려            | 충청남도 금산군 노동                         |
| 귀호서원   | 이성중 |                 | 전북특별자치도 전주시                        |
| 도천서원   | 이항복 | 백사            | 경상북도 경산시 진량면 당곡동                |
| 지연서원   |        | 경상북도 경주시 |                                              |
| 문호서원   | 이정   |                 | 경상북도 경주시                              |
| 육자암     | 이감   |                 | 전북특별자치도 임실군                        |
| 충신각     | 이삼억 |                 | 경상북도 상주시                              |
| 효자각     | 이필영 |                 | 경상북도 영천시 고경면 상리동                |
| 정충각     | 이희복 |                 | 경상북도 영천시 고경면 상리동                |
| 장려       | 이정하 |                 | 경상북도 상주시                              |
| 정려       | 이두인 |                 | 전라남도 영광군 남면 동월리                  |
| 정려       | 이식   |                 | 경기도 안성시 원곡면 칠곡리                  |
| 정려       | 이광전 |                 | 경기도 안성시 원곡면 칠곡리                  |
| 정려       | 이종영 |                 | 경상남도 의령군 정곡면 중교리                |